# 青葉神社通

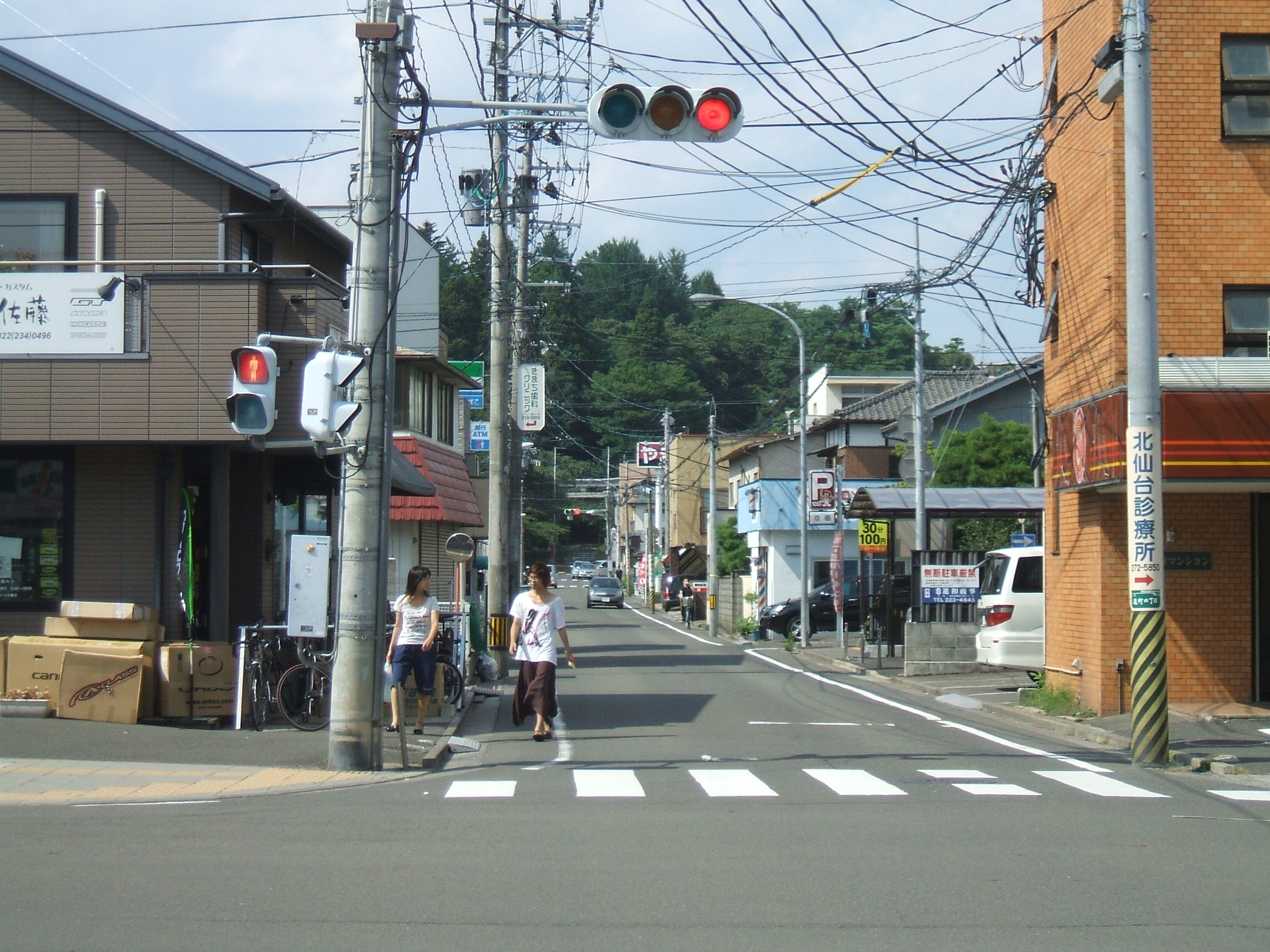
現在の青葉神社通

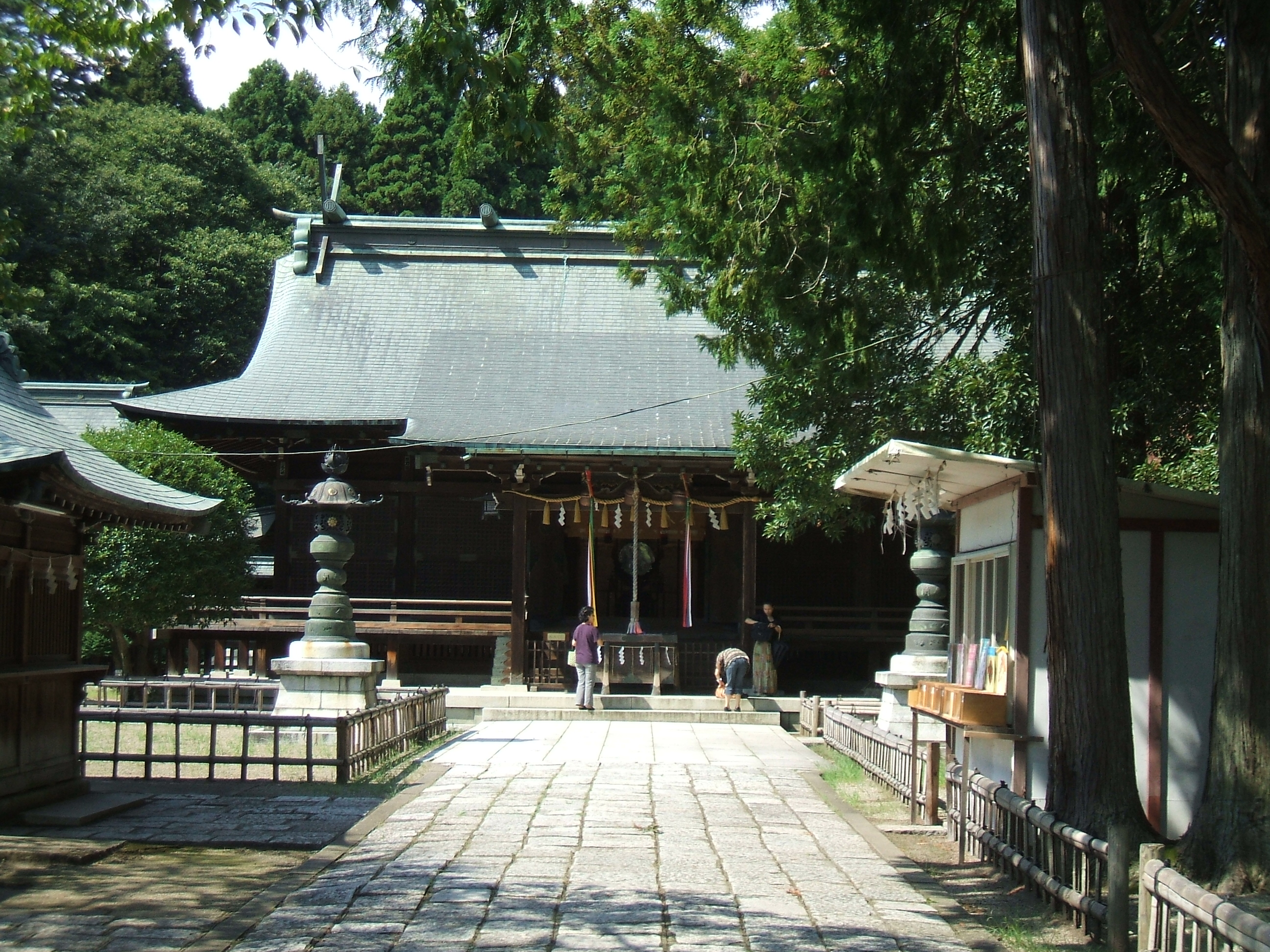
青葉神社

青葉神社通（あおばじんじゃどおり）は、宮城県仙台市青葉区にある南北の道の通称名で、青葉神社門前（通町公園前）を北端とし、通町および柏木1丁目を貫いて、北四番丁通り（宮城県道31号仙台村田線）を南端とする。市道名も青葉神社通線となっている。
旧奥州街道を構成する道路であると同時に、青葉神社への参拝道として古くから存在する道路である。江戸時代の町名については国分町通参照。

## 概要
この道路はかつて、全区間北行の一方通行であったが、モータリゼーションの発達により慢性的な問題であった交通渋滞がさらに深刻化したため、それを緩和するために無理やり対面通行にした道路である。そのため、少し道幅が広く中央線が引かれ2車線になっている北四番丁～北五番丁の区間を除き、中央線が敷かれていない「1車線」の道路となっている。（青葉神社通の道幅は、垂直に交わる北七番丁通の生協前の区間より遙かに狭い。）当時は南行一方通行の「市道北四番町大衡線」も現在では4車線の幹線道路宮城県道264号大衡仙台線に大幅拡幅・昇格したため、安全面の問題で青葉神社通を再び一方通行化する構想があるが、対面通行化から15年以上経過しており、実現は難しい見込みである。
対面通行化後に並行する宮城県道22号仙台泉線の二日町交差点～通町二丁目交差点間が「北行2車線・南行3車線」から「北行2車線・南行2車線（内1車線は朝のみバスレーン化）」に車線減したため、最近では朝の南行の混雑がかなり激しい。
また、2000年までは、一方通行時代の流れから仙台市営バスも北行きに限定して運行されていたが、前述のとおり道幅が狭く、バスが停車すると交通渋滞が激しくなるため、同年4月のダイヤ改正を持って県道仙台泉線（勾当台通）経由となった。

## 交差する道路
| 交差する道路                                     | 交差する道路                               | 交差点 | 路線番号                  | 道路愛称   | その他       |
| 西方向                                           | 東方向                                     | 交差点 | 路線番号                  | 道路愛称   | その他       |
| ------------------------------------------------ | ------------------------------------------ | ------ | ------------------------- | ---------- | ------------ |
| 市道青葉778号堤町青葉町線＜奥州街道＞            |                                            |        |                           |            |              |
| 市道青葉533号通町中山線                          |                                            |        | 市道青葉760号青葉神社通線 | 青葉神社通 | ＜奥州街道＞ |
| 市道青葉755号北十番丁線                          |                                            |        | 市道青葉760号青葉神社通線 | 青葉神社通 | ＜奥州街道＞ |
|                                                  | 市道青葉762号通町北田町線                  |        | 市道青葉760号青葉神社通線 | 青葉神社通 | ＜奥州街道＞ |
| 市道青葉759号上杉山通木町通線                    |                                            |        | 市道青葉760号青葉神社通線 | 青葉神社通 | ＜奥州街道＞ |
| 市道青葉753号北九番丁2号線                       |                                            |        | 市道青葉760号青葉神社通線 | 青葉神社通 | ＜奥州街道＞ |
| 市道青葉750号北八番丁1号線＜北八番丁通り＞       |                                            |        | 市道青葉760号青葉神社通線 | 青葉神社通 | ＜奥州街道＞ |
| 市道青葉747号北七番丁1号線＜北七番丁通り＞       |                                            |        | 市道青葉760号青葉神社通線 | 青葉神社通 | ＜奥州街道＞ |
|                                                  | 市道青葉749号北七番丁3号線＜北七番丁通り＞ |        | 市道青葉760号青葉神社通線 | 青葉神社通 | ＜奥州街道＞ |
| 市道青葉746号北六番丁線＜北六番丁通り＞          |                                            |        | 市道青葉760号青葉神社通線 | 青葉神社通 | ＜奥州街道＞ |
| 市道青葉744号北五番丁1号線＜北五番丁通り＞       |                                            |        | 市道青葉760号青葉神社通線 | 青葉神社通 | ＜奥州街道＞ |
| 宮城県道31号仙台村田線＜北四番丁通り＞           |                                            |        | 市道青葉760号青葉神社通線 | 青葉神社通 | ＜奥州街道＞ |
| 市道青葉1158号国分町通線＜国分町通＞＜奥州街道＞ |                                            |        |                           |            |              |

## 沿道の施設
- 青葉神社
- 通町公園
- 仙台北警察署通町交番
- フォーラム仙台
- やまや通町店
- らーめんおっぺしゃん本店